# Clossiana dagestanica
Clossiana dagestanica är en fjärilsart som beskrevs av Sovinsky 1905. Clossiana dagestanica ingår i släktet Clossiana och familjen praktfjärilar. Inga underarter finns listade i Catalogue of Life.